# Hilary Mason
Hilary Lavender Mason (Birmingham, 4 settembre 1917 – Milton Keynes, 5 settembre 2006) è stata un'attrice britannica.

## Filmografia parziale

### Cinema
- She'll Follow You Anywhere, regia di David C. Rea (1971)
- A Venezia... un dicembre rosso shocking (Don’t Look Now), regia di Nicolas Roeg (1973)
- Sharon's Baby (I Don't Want to Be Born), regia di Peter Sasdy (1975)
- The Three Hostages, regia di Clive Donner (1977)
- L'assoluzione (Absolution), regia di Anthony Page (1978)
- Prigioniero del passato (The Return of the Soldier), regia di Alan Bridges (1982)
- Ghost in the Water, regia di Renny Rye (1982)
- Dolls, regia di Stuart Gordon (1987)
- Robot Jox, regia di Stuart Gordon (1990)
- Meridian, regia di Charles Band (1990)
- Afraid of the Dark, regia di Mark Peploe (1991)

### Televisione
- Scotland Yard – serie TV, episodio 1x01 (1960)
- Maigret – serie TV, 2 episodi (1961-1962)
- Compact – serie TV, 4 episodi (1962-1963)
- Suspense – serie TV, 2 episodi (1962-1963)
- Detective – serie TV, episodio 1x13 (1964)
- Story Parade – serie TV, episodio 2x06 (1965)
- Dixon of Dock Green – serie TV, 3 episodi (1965-1967)
- Sexton Blake – serie TV, episodio 1x14 (1967)
- Public Eye – serie TV, episodio 3x10 (1968)
- Gazette – serie TV, episodio 1x08 (1968)
- Le sei mogli di Enrico VIII (The Six Wives of Henry VIII) – miniserie TV, 1 puntata (1970)
- Poldark – serie TV, 2 episodi (1975)
- Sono io, William! (Just William) – serie TV, 1 episodio (1977)
- Coppia in giallo (The Wilde Alliance) – serie TV, 1x05 (1978)
- Miss Marple (Agatha Christie's Miss Marple) – serie TV, episodio 1x02 (1985)
- Casualty – seie TV, 3 episodi (1987-1996)
- Metropolitan Police – serie TV, 2 episodi (1988-1996)
- Poirot (Agatha Christie's Poirot) – serie TV, episodio 1x04 (1989)
- Un cane di nome Wolf (Woof!) – serie TV, episodio 2x04 (1989)